# World Championship of Online Poker 2006

Logo von PokerStars

Die World Championship of Online Poker 2006 war die fünfte Austragung der Onlinepoker-Weltmeisterschaft und fand vom 16. September bis 2. Oktober 2006 auf der Plattform PokerStars statt.

## Turnierplan
Der Kanadier spawng gewann als erster Spieler ein zweites Bracelet. kwob20 alias Kyle Bowker siegte als erster Spieler zweimal in einem Jahr.
| #  | Beginn        | Buy-in (in $) | Variante                          | Teilnehmer | Sieger       | Herkunft           | Preisgeld (in $) |
| -- | ------------- | ------------- | --------------------------------- | ---------- | ------------ | ------------------ | ---------------- |
| 1  | 16. Sep. 2006 | 0215          | Razz                              | 1297       | Nabokov      | Vereinigte Staaten | 058.365          |
| 2  | 17. Sep. 2006 | 0530          | No Limit Texas Hold’em            | 4495       | Rambo5       | Schweden           | 320.865          |
| 3  | 18. Sep. 2006 | 0320          | Pot Limit Omaha                   | 0773       | thegiant     | Schweden           | 151.260          |
| 4  | 19. Sep. 2006 | 0215          | No Limit Texas Hold’em Heads-Up   | 2048       | spawng       | Kanada             | 058.248          |
| 5  | 20. Sep. 2006 | 0530          | Limit Omaha Hi-Lo                 | 0953       | kwob20       | Vereinigte Staaten | 103.162          |
| 6  | 21. Sep. 2006 | 0215          | No Limit Texas Hold’em            | 2081       | austinlewis  | Vereinigte Staaten | 199.509          |
| 7  | 22. Sep. 2006 | 0215          | Limit Texas Hold’em               | 1871       | yaaaflow     | Kanada             | 060.419          |
| 8  | 23. Sep. 2006 | 0215          | H.O.R.S.E.                        | 1798       | F.Briatore   | Deutschland        | 079.112          |
| 9  | 23. Sep. 2006 | 0530          | Pot Limit Texas Hold’em           | 1095       | uncforte     | Vereinigte Staaten | 105.329          |
| 10 | 24. Sep. 2006 | 1050          | No Limit Texas Hold’em            | 2458       | strassa2     | Vereinigte Staaten | 442.440          |
| 11 | 25. Sep. 2006 | 0320          | Seven Card Stud                   | 0657       | nikstar      | Vereinigte Staaten | 039.548          |
| 12 | 26. Sep. 2006 | 0320          | Pot Limit Omaha High/Low          | 1303       | Mr. Shhhhhhh | Vereinigte Staaten | 056.080          |
| 13 | 27. Sep. 2006 | 0320          | Pot Limit Texas Hold’em           | 1741       | dnKid        | Vereinigte Staaten | 087.560          |
| 14 | 28. Sep. 2006 | 0530          | Seven Card Stud High/Low          | 0581       | kwob20       | Vereinigte Staaten | 068.267          |
| 15 | 29. Sep. 2006 | 0530          | Pot Limit Omaha                   | 0867       | Trabelsi     | Finnland           | 093.852          |
| 16 | 30. Sep. 2006 | 5200          | H.O.R.S.E.                        | 0175       | stelladora   | Vereinigte Staaten | 223.150          |
| 17 | 30. Sep. 2006 | 1050          | Limit Texas Hold’em               | 0695       | laurentia    | Ungarn             | 145.200          |
| 18 | 1. Okt. 2006  | 2600          | No Limit Texas Hold’em Main Event | 2510       | area23JC     | Vereinigte Staaten | 670.194          |